# Import-import
En Algérie, l'« import-import » désigne de manière grinçante (en référence à la notion d'« import/export ») la nature des échanges commerciaux extérieurs du pays, entièrement fondés sur l'importation, l'exportation étant essentiellement constituée de pétrole. Ceux qui profitent de ce déséquilibre sont appelés « barons de l'import-import ».
En 2013, alors que le pétrole est à son plus haut (environ 100 dollars le baril), cette tendance est en augmentation, avec une hausse de 17,5% des importations sur les 5 premiers mois de l'année
D'après Mohamed Kecal, une des causes de ce phénomène est la réglementation très favorable à l'importation et beaucoup moins favorable à la production et à l'exportation, qu'il impute au manque de vision des dirigeants.
Du fait de leur poids financier, les « barons de l'import-import » ont une influence importante sur le pouvoir algérien afin de protéger leurs activités, y compris lorsqu'elles sont illégales,. Proches des douanes afin de faciliter l'entrée de produits, y compris de manière illégale, ils ont une grande influence sur la monnaie, notamment en transférant leurs bénéfices en devises étrangères.